# 신정관로

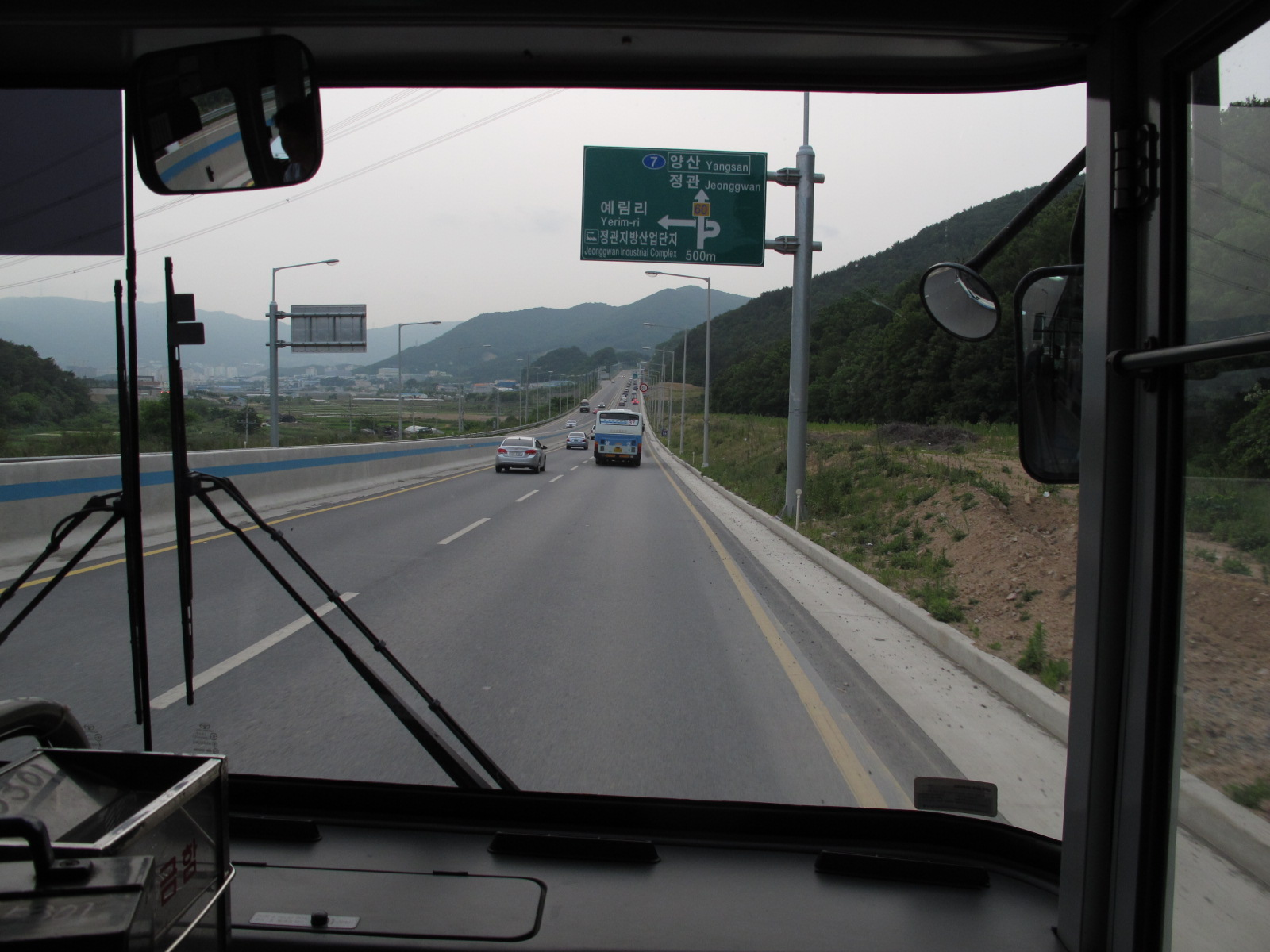
신정관로 예림IC 모습

신정관로(Sinjeonggwan-ro Blvd., 新鼎冠路, 국가지원지방도 제60호선의 일부)는 부산광역시 기장군 정관읍 예림리 덕신교차로에서 시작하여 정관읍 두명리에서 끝나는 부산광역시의 도로이다. 정관신도시 우회도로라는 목적으로 건설되었으며, 부산광역시도 제88호선의 일부를 구성한다.

## 연혁
- 2011년 12월 13일 : 개통

## 주요 경유지
부산광역시
- 기장군 정관읍

## 노선
이 도로는 고속화도로로 건설되었지만 전 구간이 자동차 전용도로로 지정되지 않았다.
| 이름          | 접속 노선                          | 소재지        | 소재지        | 비고                                    |
| 정관로와 직결 | 정관로와 직결                      | 정관로와 직결 | 정관로와 직결 | 정관로와 직결                           |
| ------------- | ---------------------------------- | ------------- | ------------- | --------------------------------------- |
| (예림 교차로) | 부산광역시도 제5001호선 (정관로)   | 기장군        | 정관읍        | 예림 방면 진출 불가 두명 방면 진입 불가 |
| 예림1교       |                                    | 기장군        | 정관읍        |                                         |
| 방곡터널      |                                    | 기장군        | 정관읍        | 연장 575m                               |
| 정관 교차로   | 부산광역시도 제81호선 (정관중앙로) | 기장군        | 정관읍        |                                         |
| 산막2교       |                                    | 기장군        | 정관읍        |                                         |
| 두명터널      |                                    | 기장군        | 정관읍        | 연장 1,375m                             |
| (두명 교차로) | 부산광역시도 제50호선 (정관로)     | 기장군        | 정관읍        |                                         |
| 정관로와 직결 |                                    |               |               |                                         |